# Saint-Servais, Côtes-d'Armor
Saint-Servais (tiếng Breton: Sant-Servez-Kallag) là một xã của tỉnh Côtes-d’Armor, thuộc vùng Bretagne, tây bắc Pháp.